# Henri van Dijk
Henricus Conradus Josephus Maria (Henri) van Dijk (Uden, 17 oktober 1880 - Zeist, 28 november 1948) was een Rotterdamse arts die bekend werd als Nederlandse pionier van bloedtransfusie.

## Biografie
Nadat hij in 1912 zijn artsendiploma haalde, begon hij zijn loopbaan bij het Rotterdamse Sint Franciscus Gasthuis waaraan hij met enige onderbrekingen tot 1944 verbonden zou blijven.
Al in 1914 werd hij uitgezonden naar Midden-Java als lid van de pest-ambulance, die tot doel had de pestpandemie te bestrijden.
Tijdens de Eerste Wereldoorlog was hij van december 1916 tot mei 1917 actief in Monastir. Hij berichtte in de Nieuwe Rotterdamsche Courant in de rubriek “Onder de Menschen” van M.J. Brusse over zijn ervaringen. Deze bijdragen verschenen later gebundeld in boekvorm als Een Hollandsch hospitaal in een gebombardeerde stad. In 2017, 100 jaar na de eerste uitgave, gaf Stichting Studiecentrum Eerste Wereldoorlog het werk opnieuw uit.
Op 30 april 1930 paste hij in het Rotterdamse Diaconessenhuis als eerste in Nederland in een bloedtransfusiedienst een transfusie toe. Onder de vlag van het Nederlandse Rode Kruis bouwde hij de daartoe opgerichte Nederlandse Bloedtransfusiedienst in snel tempo uit in het hele land.
Van Dijk werd op diverse manieren geëerd voor zijn werk: Voor zijn deelname aan de ambulance op de Balkan ontving hij de Servische Medaille voor Moed in goud en werd hij benoemd tot Ridder in het Franse Legioen van Eer. In 1932 ontving hij het Kruis van Verdienste van het Nederlandse Rode Kruis. omdat hij:

voordat hij van ons Afdeelings-Bestuur lid werd, reeds meerdere jaren ijverig Roode Kruis-man was en o.a. in Indië en den Balkan werkzaam was. De hoofdreden waarom wij hem voordragen is echter zijn groote verdienste voor de oprichting van den Roode Kruis Bloedtransfusiedienst.

Daarnaast ontving hij in 1936 de Karl Landsteiner-penning voor zijn verdiensten voor de Bloedtransfusiedienst en na de oorlog het Herinneringskruis 1940-1945 van het Nederlandse Rode Kruis. In het Rode Kruisplantsoen in de Haagse Bloemenbuurt, nabij het HagaZiekenhuis (het voormalige Rode Kruis Ziekenhuis), is een pad naar hem vernoemd – het Dr. Van Dijkpad. In 2015 stelden de Nederlandse Vereniging voor Bloedtransfusie en “Transfusie- en Transplantatiereacties in Patiënten” (TRIP) de Dr. H.C.J.M. van Dijkprijs in, een geldprijs voor het beste proefschrift en de beste afstudeerscriptie op het gebied van bloeddonatie en bloedtransfusie.